# PAFAH2
PAFAH2 (англ. Platelet activating factor acetylhydrolase 2) – білок, який кодується однойменним геном, розташованим у людей на короткому плечі 1-ї хромосоми.  Довжина поліпептидного ланцюга білка становить 392 амінокислот, а молекулярна маса — 44 036.
| 10         |  | 20         |  | 30         |  | 40         |  | 50         |
| ---------- |  | ---------- |  | ---------- |  | ---------- |  | ---------- |
| MGVNQSVGFP |  | PVTGPHLVGC |  | GDVMEGQNLQ |  | GSFFRLFYPC |  | QKAEETMEQP |
| LWIPRYEYCT |  | GLAEYLQFNK |  | RCGGLLFNLA |  | VGSCRLPVSW |  | NGPFKTKDSG |
| YPLIIFSHGL |  | GAFRTLYSAF |  | CMELASRGFV |  | VAVPEHRDRS |  | AATTYFCKQA |
| PEENQPTNES |  | LQEEWIPFRR |  | VEEGEKEFHV |  | RNPQVHQRVS |  | ECLRVLKILQ |
| EVTAGQTVFN |  | ILPGGLDLMT |  | LKGNIDMSRV |  | AVMGHSFGGA |  | TAILALAKET |
| QFRCAVALDA |  | WMFPLERDFY |  | PKARGPVFFI |  | NTEKFQTMES |  | VNLMKKICAQ |
| HEQSRIITVL |  | GSVHRSQTDF |  | AFVTGNLIGK |  | FFSTETRGSL |  | DPYEGQEVMV |
| RAMLAFLQKH |  | LDLKEDYNQW |  | NNLIEGIGPS |  | LTPGAPHHLS |  | SL         |

A: Аланін

C: Цистеїн

D: Аспарагінова кислота

E: Глутамінова кислота

F: Фенілаланін

G: Гліцин

H: Гістидин

I: Ізолейцин

K: Лізин

L: Лейцин

M: Метіонін

N: Аспарагін

P: Пролін

Q: Глутамін

R: Аргінін

S: Серин

T: Треонін

V: Валін

W: Триптофан

Кодований геном білок за функцією належить до гідролаз. 
Задіяний у таких біологічних процесах як метаболізм ліпідів, деградація ліпідів. 
Локалізований у цитоплазмі.